# St.-Peter-Straße 3 (Mönchengladbach)

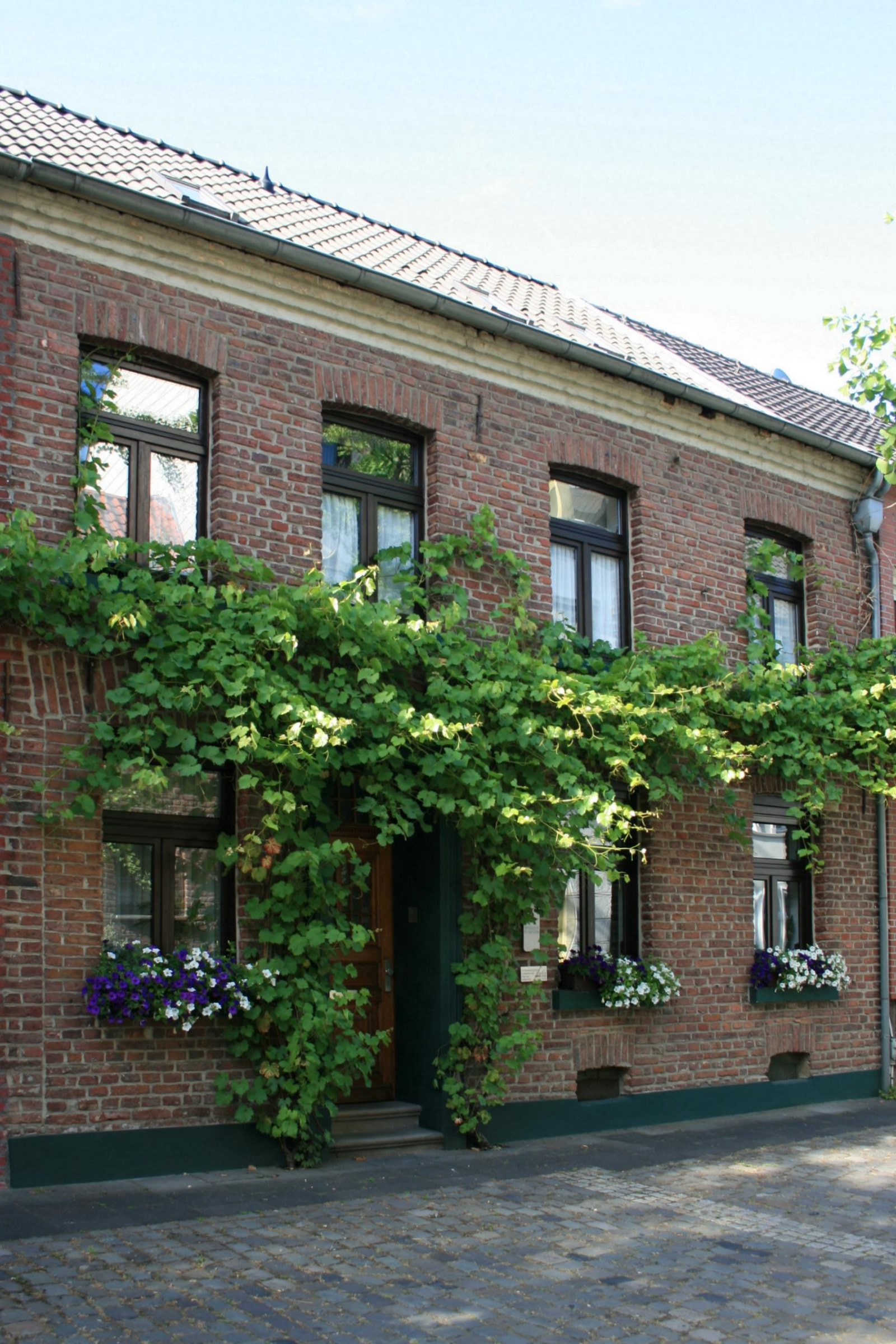
Wohnhaus (2010)

Das Wohnhaus St.-Peter-Straße 3 steht im Stadtteil Rheindahlen in Mönchengladbach (Nordrhein-Westfalen).
Das Gebäude wurde nach 1819 erbaut und unter Nr. St 008 am 4. Dezember 1984 in die Denkmalliste der Stadt Mönchengladbach eingetragen.

## Lage
Die St.-Peter-Straße liegt im Ortskern von Rheindahlen nahe der Pfarrkirche St. Helena und ist in gemischter Form von Wohnhäusern, ehem. Wohn-Stallhäuser und Fachwerkhäusern geprägt.

## Architektur
Das Haus Nr. 3 ist ein einfaches, ganz aus Ziegelmauerwerk aufgeführtes traufständiges Haus in zwei zu vier Achsen. Das über einem Drempel abgesetzte Satteldach hat liegende Fenster. Das Objekt ist als Teil des Gesamtensembles St.-Peter-Straße als Baudenkmal unter Schutz gestellt.